# Włodzimierz Owsiejczyk
Włodzimierz Owsiejczyk (ur. 13 czerwca 1922 w Zarzeczanach, zm. 22 maja 2008 w Warszawie) – pułkownik MO.

## Życiorys
Syn Włodzimierza i Anny. Przed wojną skończył dwa kursy szkoły farmaceutycznej, a w 1960 Technikum Ekonomiczne w Warszawie. Od 17 października 1944 funkcjonariusz WUBP w Białymstoku, a od 15 stycznia 1945 – PUBP w Koninie. Od 1 sierpnia 1946 p.o. zastępcy szefa PUBP w Radomsku, od 1 kwietnia 1947 szef PUBP w Dębicy, w sierpniu 1947 skończył kurs szefów PUBP w Centrum Wyszkolenia MBP w Legionowie. Od 1 maja 1950 naczelnik Wydziału III WUBP w Rzeszowie. Od 1 sierpnia 1951 szef PUBP w Jaśle, od 1 listopada 1951 szef PUBP w Lęborku. W 1954 skończył Kurs Specjalny w Moskwie. W latach 1955–1957 rezydent wywiadu w Buenos Aires. Od 28 listopada 1956 starszy oficer operacyjny Departamentu I MSW, od 1 listopada 1957 inspektor Wydziału I Oddziału IV Komendy Głównej (KG) MO, od 1 sierpnia 1961 inspektor Wydziału III Oddziału IV KG MO, od 1 czerwca 1962 inspektor ds. drobnych kradzieży Oddziału IV KG MO, od 1 sierpnia 1964 starszy inspektor Wydziału VII Oddziału IV KG MO, od 15 listopada 1965 starszy inspektor Wydziału III Oddziału do Walki z Przestępstwami Gospodarczymi KG MO, następnie starszy inspektor Wydziału VI. Zwolniony 4 grudnia 1973.

## Odznaczenia
- Odznaka Grunwaldzka
- Srebrny Krzyż Zasługi
- Krzyż Walecznych
- Brązowy Medal „Zasłużonym na Polu Chwały”
- Medal „Za dzielność"